# Storflotjärnen (Borgvattnets socken, Jämtland)
Storflotjärnen är en sjö i Ragunda kommun i Jämtland och ingår i Indalsälvens huvudavrinningsområde. Sjöns area är 0,025 kvadratkilometer och den befinner sig 391 meter över havet.